# 10319 Toshiharu
10319 Toshiharu è un asteroide della fascia principale. Scoperto nel 1990, presenta un'orbita caratterizzata da un semiasse maggiore pari a 2,2817898 UA e da un'eccentricità di 0,1431357, inclinata di 7,79998° rispetto all'eclittica.